# (7178) Ikuookamoto
(7178) Ikuookamoto est un astéroïde de la ceinture principale.

## Description
(7178) Ikuookamoto est un astéroïde de la ceinture principale. Il fut découvert le 11 novembre 1990 à Minami-Oda par Toshiro Nomura et Koyo Kawanishi. Il présente une orbite caractérisée par un demi-grand axe de 2,26 UA, une excentricité de 0,20 et une inclinaison de 1,9° par rapport à l'écliptique.

## Compléments